# 웰링턴 공작의 초상
웰링턴 공작의 초상(영어: The Duke)은 2020년 영국의 코미디 드라마 영화이다.

## 출연

### 주연
- 짐 브로드벤트 - 켐튼 번튼 역
- 헬렌 미렌 - 도로시 번튼 역

### 조연
- 핀 화이트헤드 - 재키 번튼 역
- 매튜 구드 - 제레미 허친슨 QC 역
- 안나 맥스웰 마틴 - 가울링 부인 역